# Policía Estatal Preventiva de Baja California
La policía estatal de Baja California (conocida también como Policía Estatal Preventiva - PEP) fue un cuerpo de seguridad policial que tenía como principal objetivo garantizar la seguridad y el orden público en el estado mexicano de Baja California. Su sede actual se encuentra en Av. de los Héroes y Calle de la Libertad, Mexicali.

## Organización
Director de la Policía Estatal Preventiva
Coordinador de Servicios Médicos
Coordinador de Control y Seguimiento
Coordinador de Atención Social
Coordinador de Asuntos Jurídicos
- Subdirector Operativo
  - Coordinador Operativo y de Prevención
  - Coordinador de Reacción y Alerta Inmediata
  - Coordinador de Armamento
  - Coordinación de Operaciones Aéreas
  - Coordinación Canina
  - Comandancias Delegacionales, Subcomandancias de Zonas, Jefaturas de Grupo, Subjefaturas de Grupo y Agentes
- Subdirector de Investigación
  - Coordinación de Prevención del Delito
  - Coordinación de Protección a Funcionarios y Ejecutivos
  - Comandancias, Subcomandancias de Zonas, Jefaturas de Escolta, Subjefaturas de Escoltas y Escoltas
  - Coordinación de enlace internacional
- Subdirector de Inteligencia
  - Coordinación de Información y Análisis
- Subdirector Administrativo